# Бурбеза Григорій Миколайович
Григорій Миколайович Бурбеза (нар. 17 вересня 1959, м. Підгайці, Україна — 1 квітня 2018, м. Тернопіль, там само) — український видавець, журналіст, громадсько-політичний діяч. Депутат Тернопільської міської ради 3-х скликань (1998—2010).

## Життєпис
Закінчив Київський педагогічний інститут іноземних мов (1982, нині національний лінгвістичний університет).
Учитель англійської мови у загальноосвітніх школах м. Тернопіль (№ 18, № 21, № 19, № 26), заступник директора школи з виховної роботи, методист із виховної роботи Тернопільського міського відділу народної освіти (1982—1992); заступник директора, головний редактор видавництва «Лілея» (1992—1997, м. Тернопіль), директор Тернопільської філії редакції журналу «Вісник податкової служби України» (1997—1998), директор ТОВ «Лілея» (1998—2000), директор, шеф-редактор ТОВ «Тернопільська газета» (2000—2005).
Від 2005 — директор ТОВ «Експрес-Інформ». Член Ради директорів Української асоціації видавців преси (2001—2005), пізніше працював керівником Тернопільської філії медіа-корпорації «РІА».
Помер 1 квітня 2018 р. в Тернополі. Похований на міському кладовищі біля с. Підгороднього.  

### Громадська діяльність
Співзасновник і один із керівників Тернопільського осередку Української скаутської організації «Пласт» (1990), редактор пластунських видань «Цвіт України», «Пластовий шлях», «Команда», «Форум». 
Керівник громадської організації «Тернопільський медіа-центр» [Архівовано 5 січня 2022 у Wayback Machine.] (2012—2018). 
Депутат Тернопільської міської ради 3-х скликань (1998—2010). 

## Пам'ять
- Зірку Григорія Бурбези встановлено на Алеї Зірок на вулиці Гетьмана Сагайдачного в Тернополі[4].
- Фільм Грані Григорія Бурбези[5]